# Насонь
Насо́нь (фр. и валлон. Nassogne) — коммуна в Валлонии, расположенная в провинции Люксембург, округ Марш-ан-Фамен. Принадлежит Французскому языковому сообществу Бельгии. На площади 111,96 км² проживают 4977 человек (плотность населения — 44 чел./км²), из которых 50,19 % — мужчины и 49,81 % — женщины. Средний годовой доход на душу населения в 2003 году составлял 10 689 евро.
Почтовые коды: 6950—6953. Телефонный код: 084.

## Ссылки

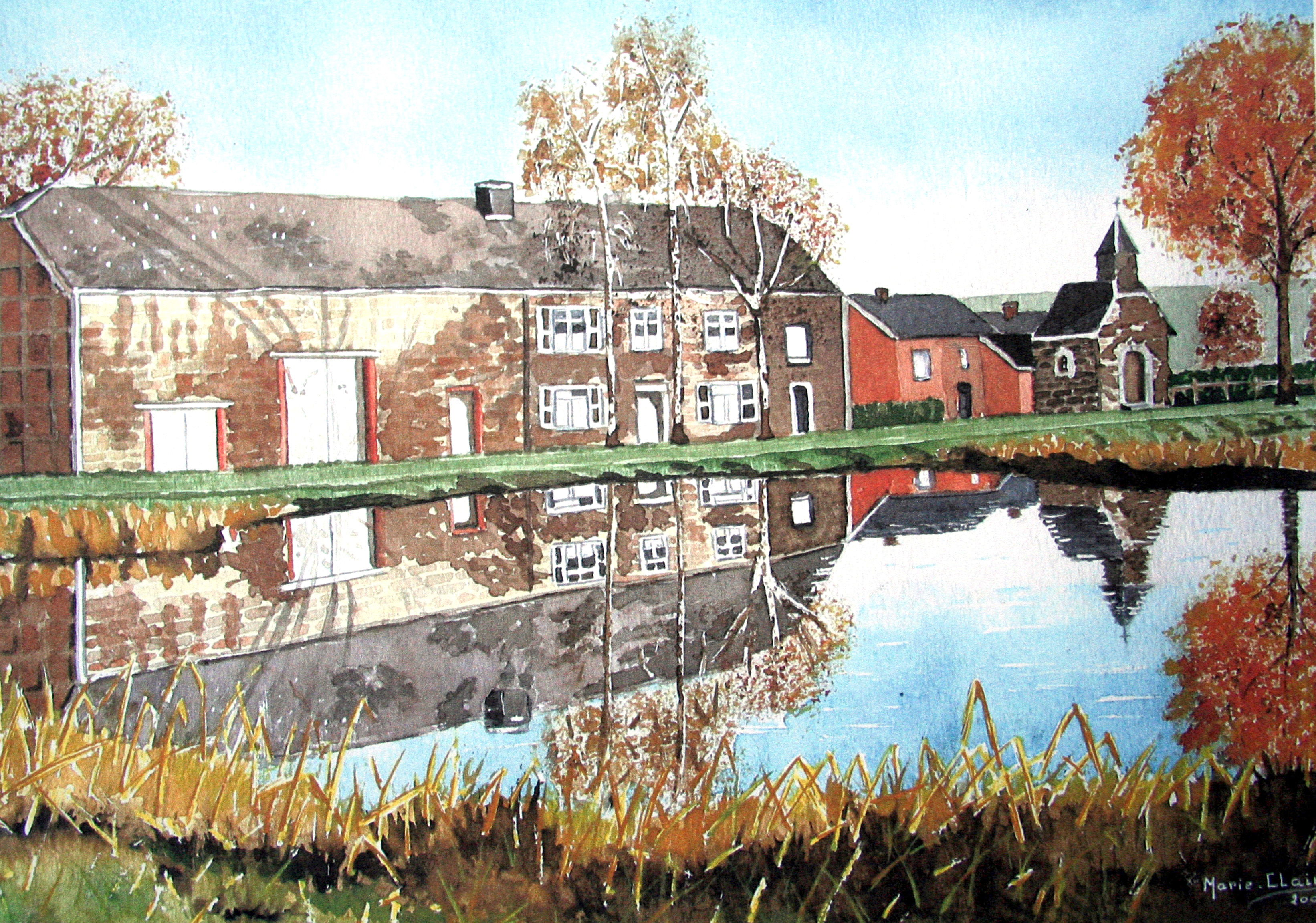
Пруд Les Goffes

## Знаменитые жители и уроженцы
- Монон Арденнский